# Indicated Horse Power
Indicated Horse Power (IHP) se define como los caballos de potencia indicados por el motor sin tener en cuenta la potencia perdida por fricción (torque o par).
{\displaystyle IHP=PLANK/33000}
(P: Presión media efectiva, L: Carrera, A: Area, N: Revoluciones del motor (rpm), K: Número de Cilindros del motor.
En el Sistema Internacional:
{\displaystyle IHP=PLANK/746\cdot 60}
- Datos: Q5915299